# Daniel Olbrychski

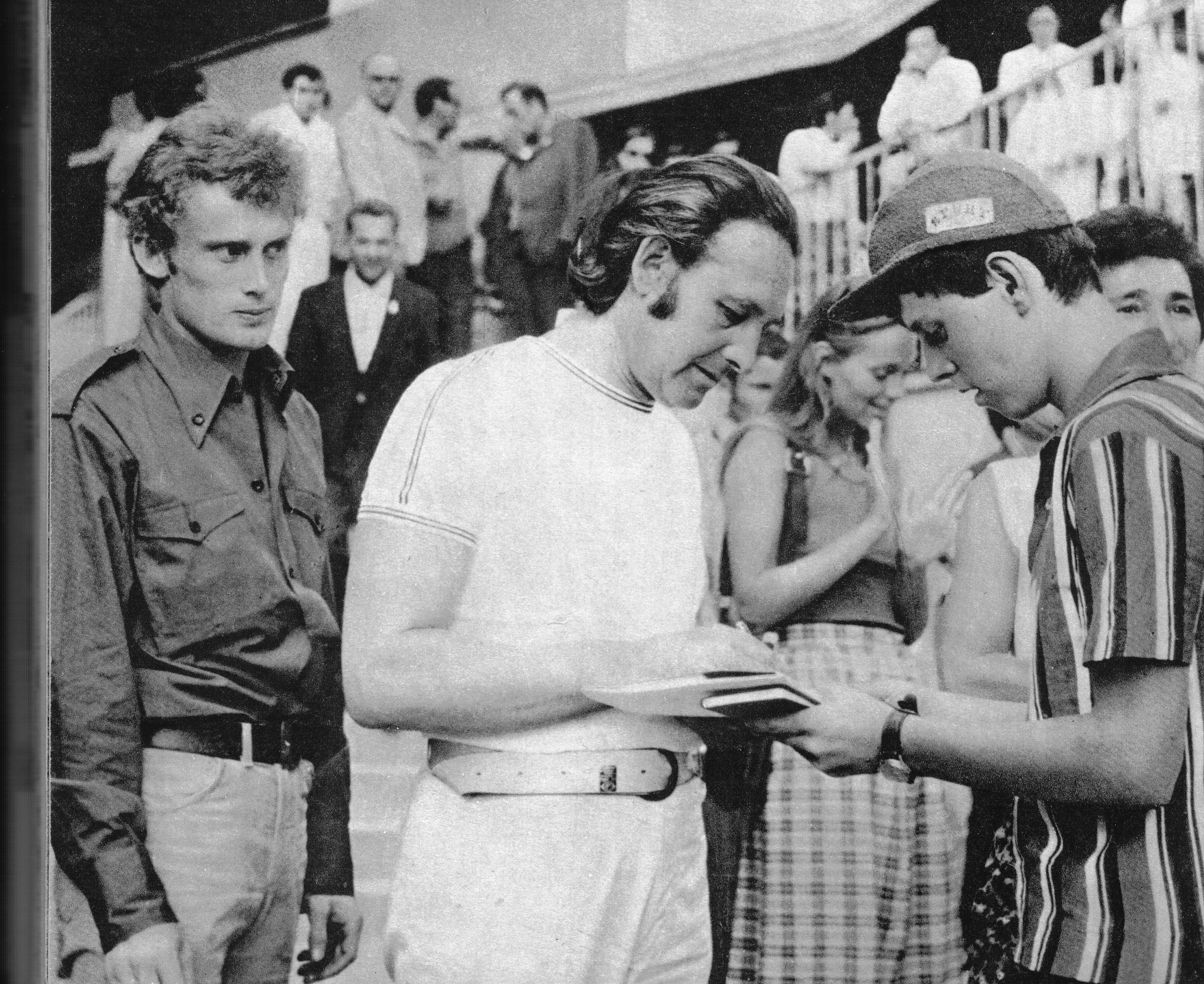
Daniel Olbrychski (premier à gauche) derrière Wajda.

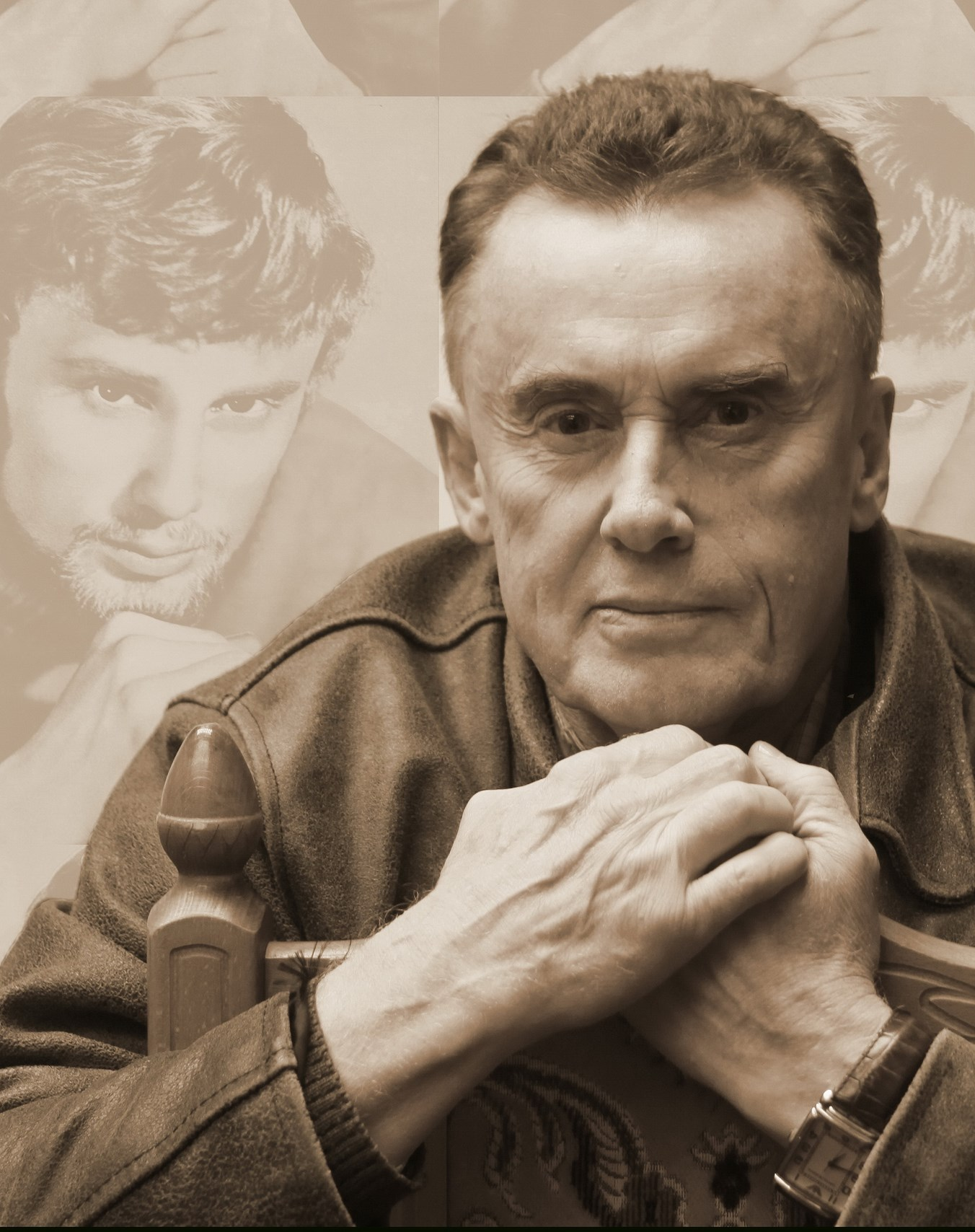
"Time" Daniel Olbrychski portrait réalisé par J.Pijarowski

Daniel Marcel Olbrychski, né le 27 février 1945 à Łowicz, est un acteur polonais.

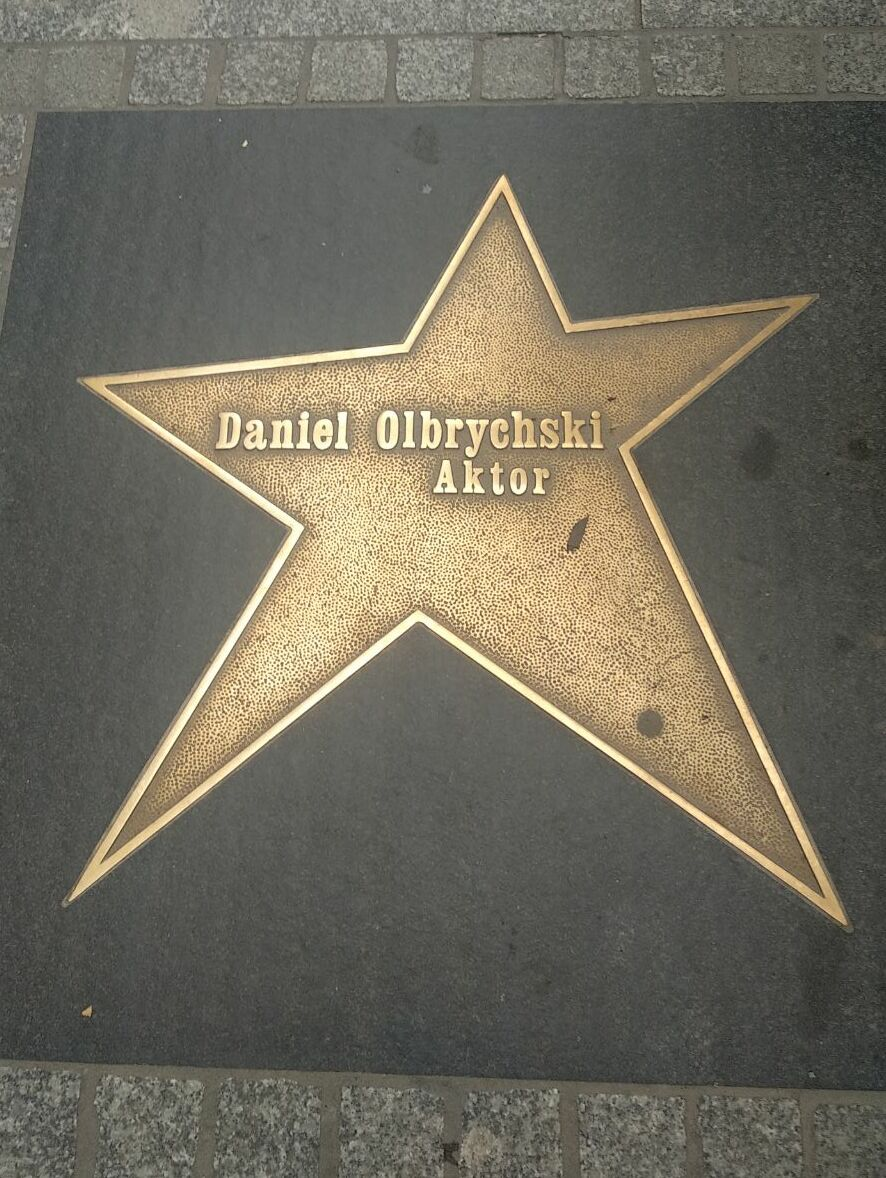

## Filmographie partielle
Quelques films parmi les plus de 90 dans lesquels il a tourné :
- 1965 : Cendres (Popioly) d'Andrzej Wajda
- 1967 : Małżeństwo z rozsądku (Le Mariage de raison) de Stanisław Bareja
- 1970 : Paysage après la bataille (Krajobraz po bitwie) d'Andrzej Wajda
- 1970 : Le Bois de bouleaux (Brzezina) d'Andrzej Wajda
- 1970 : Le Sel de la terre noire (Sól ziemi czarnej) de Kazimierz Kutz
- 1974 : Plus fort que la tempête (Potop) de Jerzy Hoffman
- 1975 : La Terre de la grande promesse (Ziema obiecana) d'Andrzej Wajda
- 1979 : Le Tambour (Die Blechtrommel) de Volker Schlöndorff
- 1979 : Les Demoiselles de Wilko (Panny z Wilka) d'Andrzej Wajda
- 1981 : Wizja lokalna 1901 de Filip Bajon
- 1981 : Les Uns et les Autres de Claude Lelouch
- 1982 : La Truite de Joseph Losey
- 1983 : Un amour en Allemagne (Eine Liebe in Deutschland) d'Andrzej Wajda
- 1983 : La Diagonale du fou de Richard Dembo
- 1983 : Si j'avais mille ans, de Monique Enckell
- 1985 : Casablanca, Casablanca de Francesco Nuti
- 1985 : Le Monde désert, téléfilm de Pierre Beuchot
- 1986 : Rosa Luxemburg (Die Geduld der Rosa Luxemburg) de Margarethe von Trotta
- 1987 : Adieu Moscou de Mauro Bolognini
- 1988 : L'Insoutenable Légèreté de l'être de Philip Kaufman
- 1989 : L'Orchestre rouge de Jacques Rouffio
- 1990 : Le Silence d'ailleurs de Guy Mouyal
- 1992 : Das lange Gespräch mit dem Vogel (pl) de Krzysztof Zanussi
- 1992 : Moi Ivan, toi Abraham de Yolande Zauberman
- 1998 : Le Barbier de Sibérie (Сибирский цирюльник, Sibirskiy tsiryulnik) de Nikita Mikhalkov
- 1999 : Pan Tadeusz : Quand Napoléon traversait le Niémen d'Andrzej Wajda
- 2005 : Anthony Zimmer de Jérôme Salle
- 2009 : Un homme et son chien de Francis Huster
- 2010 : Salt de Phillip Noyce
- 2010 : Les Vœux d'une jeune fille (Śluby panieńskie) de Filip Bajon
- 2011 : La Bataille de Varsovie, 1920 de Jerzy Hoffman
- 2012 : 11 settembre 1683 (aussi The Day of the Siege: September Eleven 1683) de Renzo Martinelli : Marcin Kazimierz Kątski
- depuis 2012 : Klan de Paweł Karpiński : Arkadiusz Nowik
- 2016 : Marie Curie – Émile Hilaire Amagat

## Distinctions

### Décorations
- Commandeur de l'Ordre Polonia Restituta (1998, Pologne)
- Croix d'or dans l'Ordre du Mérite polonais (1974, Pologne)
- Médaille d'or du Médaille du Mérite culturel polonais Gloria Artis (2006, Pologne)
- Chevalier de la Légion d'honneur (1986, France)
- Commandeur de l'Ordre des Arts et des Lettres (1991, France)
- Commandeur de l'Ordre du Mérite de la République fédérale d'Allemagne (2003, Allemagne)
- Médaille Pouchkine (2007, Russie)[1]

### Récompense
- Prix Stanislavski au 29e Festival international du film de Moscou – juin 2007